# Casarão dos Passos Oliveira

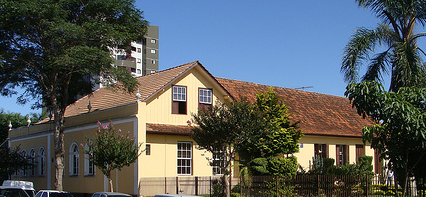
Casarão histórico com sua fachada neoclássica italiana

O Casarão dos Passos Oliveira foi uma edificação histórica da cidade de São José dos Pinhais, município da Região Metropolitana de Curitiba.
O imóvel era uma das construções mais antigas da cidade, construída no século XIX com uma arquitetura neoclássica italiana.
O casarão chegou a ser sede da prefeitura local, pois em 1980, na administração do prefeito Moacyr Piovesan, o imóvel foi comprado pelo município.
No meio de um processo de tombamento, por ser a última fachada a representar a arquitetura neoclássica da cidade, o imóvel foi demolido em maio de 2011. Em julho deste mesmo ano o Ministério Público iniciou um processo judicial para que a prefeitura da cidade, responsável pela demolição, reconstrua o Casarão dos Passos Oliveira, imóvel construído em 1876.